# Генріх II (герцог Лотарингії)
Генріх II (нім. Heinrich II.; д/н — бл. 942) — герцог Лотарингії в 940—942 роках.

## Життєпис
Походив з роду Регінаридів. Єдиний син Гізельберта, герцога Лотарингії, та Герберги, доньки Генріха I, короля Східнофранкського королівства. Народився, ймовірно, між 930 та 934 роками.
У 939 року загинув батько, що повстав проти вуйка Генріха — імператора Оттона I. Виховувався матір'ю. У 940 році номінально отримав герцогство Лотаринзьке. Але опікуном та фактичним керівником Лотарингі став Оттон Верденський. Близько 942 року за невідомих обставин Генріх II помер.